# Microphthalmus biantennatus
Microphthalmus biantennatus is een borstelworm uit de familie Microphthalmidae. Het lichaam van de worm bestaat uit een kop, een cilindrisch, gesegmenteerd lichaam en een staartstukje. De kop bestaat uit een prostomium (gedeelte voor de mondopening) en een peristomium (gedeelte rond de mond) en draagt gepaarde aanhangsels (palpen, antennen en cirri).
Microphthalmus biantennatus werd in 1993 voor het eerst wetenschappelijk beschreven door Wu, Zhao & Westheide.